# Lanigan’s Ball
Lanigan’s Ball (oft auch Lannigan’s Ball) ist einer der bekanntesten Irish-Folk-Songs und wird seit mindestens 1860 auf der ganzen Welt gespielt. Er wird üblicherweise in Moll gespielt.
Während in Alfred Perceval Graves Buch Songs of Irish Wit and Humour von 1884 Lanigan’s Ball noch von einem unbekannten Urheber die Rede ist, wird in Folk Songs of the Catskills, von Norman Cazden, Herbert Haufrecht und Norman Studer, auf den Sänger John Diprose verwiesen, welcher den Text 1865 einem D.K. Gavan und die Musik John Candy zuschrieb.

## Bedeutung
Der Text handelt von Jeremy Lanigan, einem hart arbeitenden jungen Mann, welcher einen „Bauernhof und zehn Hektar Boden“ nach dem Tod seines Vaters geerbt hat, und dort nun eine Party veranstaltet. Als Ort wird Athy, County Kildare, in Irland genannt. Jeremy veranstaltet die Party für Freunde und Verwandte, die ihm in schwierigen Zeiten zur Seite standen: “friends and relations Who didn’t forget him when come to the wall”. Der Text des Liedes beschreibt die anwesenden Personen und die vorhandenen Getränke und Speisen. Im Refrain beschreibt der Erzähler seine Zeit an der Brooks Academy in Dublin, und wie er dort neue Tanzschritte für den Ball, also die Party, lernte:
Three long weeks I spent up in Dublin,
Three long weeks to learn nothing at all,
Three long weeks I spent up in Dublin,
Learning new steps for Lanigan’s Ball.
und
She stepped out and I stepped in again,
I stepped out and she stepped in again,
She stepped out and I stepped in again,
Learning new steps for Lanigan’s Ball
In einer Version des Liedes wird „Miss Kerrigan“ ohnmächtig, woraufhin ihr „Schätzchen Ned Morgan“ wütend wird und eine Schlägerei anzettelt. In einer anderen bekannten Version „steckt der junge Terence McCarthy seinen rechten Fuß durch Miss Finerty’s Reifen, woraufhin die Schlägerei beginnt“ (“young Terence McCarthy, He put his right leg through Miss Finerty’s hoops and that started the fight”).

## Aufnahmen und Coverversionen
Das Lied wurde von vielen Sängern und Sängerinnen gecovert. Die irische Band The Bards konnten 1980 in Irland einen großen Erfolg damit feiern, Christy Moore hatte den Song 1983 auf seiner LP The Time Has Come und 2007 re-released auf CD.
Die irisch-amerikanische Folk-Punk-Band Dropkick Murphys brachte mit ihrem sechsten Studioalbum The Meanest of Times eine für die Band typische „punkige“ Version des Songs heraus. Der Titel wurde zu (F)lannigan’s Ball geändert, und, obwohl der Text starke Veränderungen erhielt, blieb die Thematik gleich. Jump, Little Children veröffentlichte eine andere sehr bekannte Version des Liedes und behielt dabei den Großteil des Textes bei. Die Folk-Rock-Band Enter the Haggis nahm auf ihrem Album Aerials eine Version mit dem traditionellen Text von Lanigan’s Ball auf. Die New Yorker Rockband the Jim C Experience brachte das Lied unter dem Namen Glennigan’s Ball auf den Markt. Fiddler’s Green aus Erlangen hatten den Song auf ihrem Album King Shepherd. LeperKhanz spielt den Song auf dem Album Tiocfaidh Ar La.